# 람블편모충

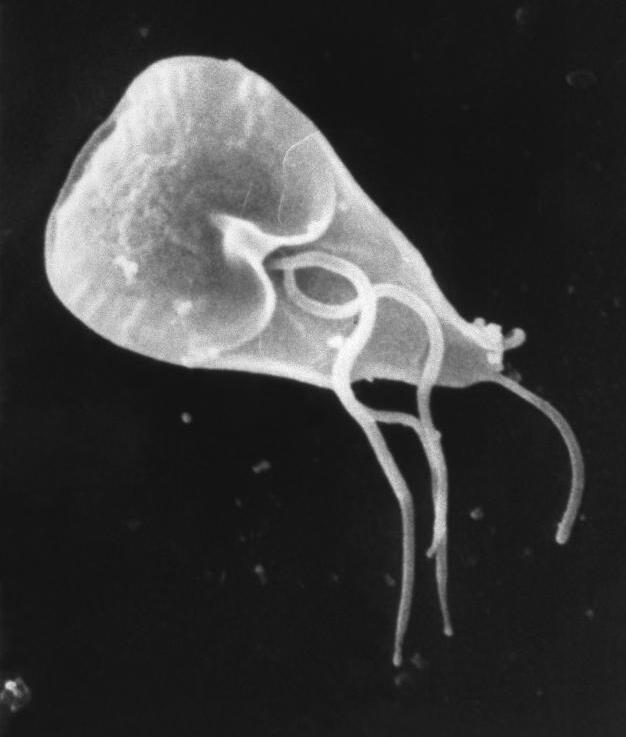

람블편모충(Giardia enteris, Giardia Lamblia, Giardia duodenalis)은 소장에 군집을 형성하여 설사 증상을 일으키는 람블편모충속의 편모 기생 (생물학) 원생 미생물이다. 이 기생충은 접착 디스크 또는 흡반을 통해 장 상피에 안착되고 이분하여 번식한다. 편모충증은 위장관의 다른 부분으로 퍼지지 않고 소장의 내강에만 국한된다. 미생물은 숙주 외부에서도 생존이 가능하고 특정 소독제에 내성을 갖게 하는 외부 막을 가지고 있다. 람블편모충의 영양형은 혐기성이며 장 내강에서 영양분을 흡수한다. 유기체에 얼룩이 있는 경우, 그 특징적인 패턴은 친숙한 "웃는 얼굴" 기호와 유사하다.
인간 감염의 주요 경로에는 처리되지 않은 식수(이 기생충의 가장 일반적인 전염 방법)의 섭취, 음식, 인간 배설물로 오염된 토양 및 하수 등이 포함되며, 이는 특히 많은 개발도상국에서 흔한 현상이다. 자연수의 오염은 집중적인 방목이 이루어지는 유역에서도 발생한다.
감염은 전 세계적으로 발생한다. 이는 미국과 캐나다의 어린이집 어린이, 등산객, 면역력이 저하된 성인 및 그 가족 사이에서 가장 흔히 확인되는 장 기생충이다. 미국에서는 연간 약 20,000건의 사례가 보고된다.